# Filip Topol

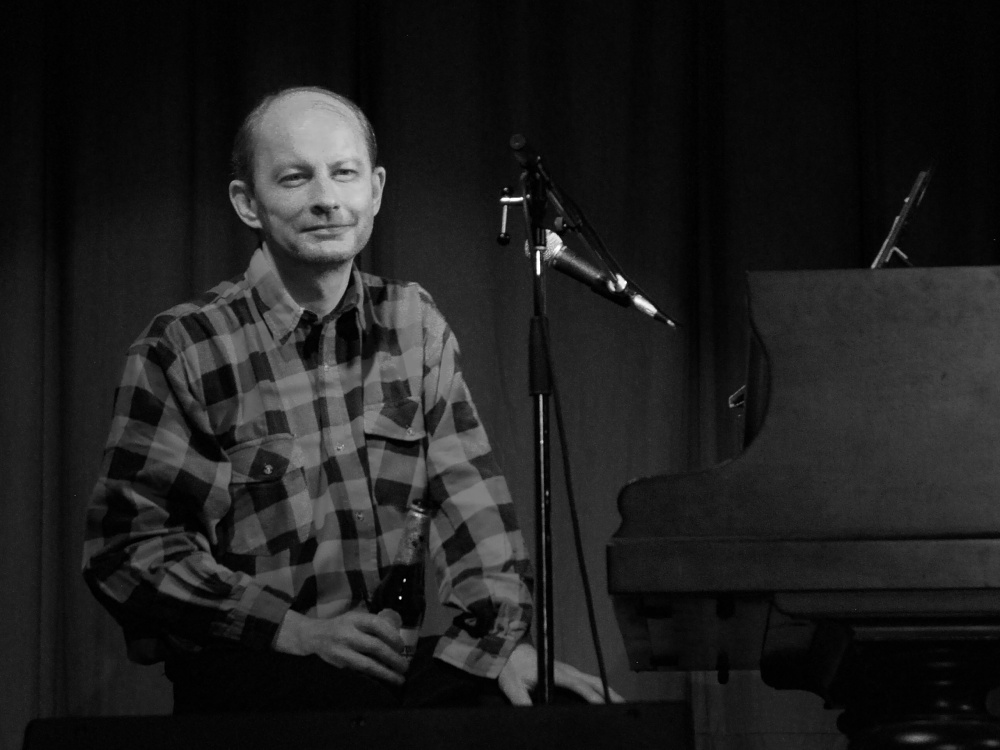
Filip Topol 2010

Filip Topol (* 12. Juni 1965 in Prag; † 19. Juni 2013 ebenda) war ein tschechischer Sänger, Songwriter und Pianist.

## Leben
Er war der Sohn des Dramatikers und Übersetzers Josef Topol, sein älterer Bruder ist der Schriftsteller und Dichter Jáchym Topol. Gemeinsam mit einigen Mitschülern aus der Grundschule gründete Filip Topol im Jahr 1979 die Band Psí vojáci (dt. Hundesoldaten). Filip Topol veröffentlichte während seiner Karriere auch drei Soloalben. Er schrieb neben Songs auch Lyrik und Prosa und wirkte in mehreren tschechischen Filmen als Schauspieler mit. „Žiletky“ ist einer der bekanntesten Songs der Psí vojáci, denn aus ihm entstand 1994 ein Film mit demselben Namen, in dem Filip Topol die Hauptrolle spielte. 2015 schuf der Regisseur Václav Kučera den Dokumentarfilm Takovej barevnej vocas letící komety (A Colourful Tail of a Flying Comet), der das Leben und Schaffen von Josef Topol nachzeichnet und einen Einblick gibt in die tschechische Musikszene und Gesellschaft vor und nach der Samtenen Revolution.

## Diskographie
- Sakramiláčku (Indies Records, 1995)
- Střepy (Indies Records, 1999)
- Filip Topol & Agon Orchestra (Indies Records, 2001)

## Filmographie
- Žiletky (1994)
- Praha mizerná (2000)
- Chvála bláznivosti (2001)
- A.B.C.D.T.O.P.O.L. (2002)

## Bibliographie
- Filip Topol (Psí vojáci) – Texty 1985–1991 (A-beat 1991)
- Filip Topol – Psí vojáci (Maťa und Kentaur 1993)
- Mně třináct (Maťa 1995)
- Karla Klenotníka cesta na Korsiku (Maťa 1999)
- Střepy (Maťa 1999)
- Tři novely (Maťa, 2004) – Novellensammlung, die Mně 13 und Karla Klenotníka cesta na Korsiku sowie Zápisky milencovy beinhaltet.